# 27588 Wegley
27588 Wegley este un asteroid din centura principală de asteroizi.

## Descriere
27588 Wegley este un asteroid din centura principală de asteroizi. A fost descoperit pe 22 decembrie 2000 la Socorro, New Mexico, în cadrul proiectului LINEAR. Asteroidul prezintă o orbită caracterizată de o semiaxă mare de 2,78 ua, o excentricitate de 0,01 și o înclinație de 4,6° în raport cu ecliptica.